# Храдек на Ниси
Храдек на Ниси (чеш. Hrádek nad Nisou) град је у Чешкој Републици. Град се налази у управној јединици Либеречки крај, у оквиру којег припада округу Либерец.

## Становништво
Према подацима о броју становника из 2014. године град је имао 7.651 становника.